# Сільський округ Кабанбай-батира
Сільський округ Кабанба́й-бати́ра (каз. Қабанбай батыр ауылдық округі, рос. Сельский округ Кабанбай батыра) — адміністративна одиниця у складі Цілиноградського району Акмолинської області Казахстану. Адміністративний центр — село Кабанбай-батира.
Населення — 8939 осіб (2021; 5937 у 2009, 4734 у 1999, 4778 у 1989).
Станом на 1989 рік існувала Рождественська сільська рада (села Бозшаколь, Борликоль, Кизилжар, Нура, Рождественка, Сариадир). До 2001 року округ називався Рождественським.

## Склад
До складу округу входять такі населені пункти:
| Населений пункт       | Населення, осіб (1989) | Населення, осіб (1999) | Населення, осіб (2009) | Населення, осіб (2021) |
| --------------------- | ---------------------- | ---------------------- | ---------------------- | ---------------------- |
| Бозшаколь, село       | 34                     | -                      | -                      | -                      |
| Борликоль, село       | 13                     | -                      | -                      | -                      |
| Кабанбай-батира, село | 4138                   | 4212                   | 5181                   | 7968                   |
| Кизилжар, село        | 283                    | 293                    | 521                    | 807                    |
| Нура, село            | 126                    | 147                    | 160                    | 115                    |
| Сариадир, село        | 184                    | 136                    | 75                     | 49                     |